# Botteghelle (Napoli)
Botteghelle è una località sita nella VI municipalità di Napoli, parte del quartiere di Ponticelli. 

## Storia
La denominazione deriva dalla strada provinciale Botteghelle di Portici, realizzata nel 1796 per rendere agevole il passaggio attraverso un'area paludosa e il cui toponimo apparì ufficialmente nel 1918 sui registri del casale di Ponticelli.

## Geografia fisica
La località è situata nella periferia orientale di Napoli, compresa tra i quartieri di Poggioreale (ovest), Zona industriale (sud) e il comune di Volla (est).

## Società
Nel 2000, durante l'esecuzione dei lavori per la realizzazione della linea ferroviaria ad alta velocità, nei pressi della strada provinciale Botteghelle fu rinvenuto un insediamento risalente al Neolitico. In particolare, gli archeologi portarono alla luce resti di ceramica e materiali litici riferibili alla cultura di Serra d'Alto-Diana. 
Nel 2004, l'amministrazione comunale approvò uno studio di fattibilità per la costruzione di un parco produttivo integrato, finalizzata alla riqualificazione di una vasta porzione del quartiere. Il progetto, che prevede la costruzione di aree commerciali, artigianali e pubblici uffici, interessa un'area di circa 237.000 m².

## Collegamenti
La località è servita dalla stazione di Botteghelle della Circumvesuviana, attiva dal 2003 e posta sulle linee Napoli-Nola-Baiano e Botteghelle–San Giorgio a Cremano.